# Escut de Valldoreix
L'escut oficial de Valldoreix té el següent blasonament:
Escut caironat: de gules, una vall d'or amb una faixa ondada d'atzur, sobremuntada d'una domus d'argent oberta.

## Història[2]
Al 1979 l'ajuntament va acordar un concurs popular per triar l'escut municipal per Valldoreix, durant la Festa Major d'aquell any es va fer públic el guanyador del concurs. El 23 de novembre de 1979 es va oficialitzar el nou escut, on l'ajuntament havia afegit els quatre pals de gules al disseny guanyador. La seva forma no correspon a la tipologia d'escut municipal de Catalunya. L'escut figurava un senyal parlant referent al nom del municipi, ja que hi havia representada una vall daurada amb un eix (entre les dues muntanyes).
El 29 d'abril de 2004, la Junta de veïns de l'Entitat Municipal Descentralitzada de Valldoreix (el Vallès Occidental) va adoptar l'acord d'aprovar l'escut heràldic de l'Entitat. El 22 de juny del 2004 va ser aprovat pel Director general d'Administració Local, Albert Pereira i Solé i publicat al DOGC el 22 de juliol del mateix any amb el número 4180.
La vall d'or és un senyal parlant referent al nom del poble; també la faixa ondada és un senyal parlant que al·ludeix al nom antic del terme, Aiguallonga. La domus, o casa forta, és una referència a l'antic castell de la quadra de Canals, avui en ruïnes.
Com és preceptiu en tots els escuts de les entitats municipals descentralitzades, el de Valldoreix no porta corona.